# 董允
董允（2世紀?—246年），字休昭，三國時期蜀漢的大臣，与蒋琬、费祎在诸葛亮逝世后同掌蜀汉军政。董允在世時，黃皓畏懼董允而不敢作歹。

## 生平

### 思量秉正
董允的祖上曾是益州巴郡江州人，所以父亲董和举家从荆州南郡枝江搬迁到益州，之后在益州牧刘璋手下为官。
此后，劉備夺得益州，继续信任董和。立太子刘禅時，又選中董允為太子舍人，後調任洗馬。223年，劉禪即位，升董允為黃門侍郎。227年，後來諸葛亮準備北伐，駐於漢中，諸葛亮擔心成都的劉禪，於《出師表》中提到郭攸之、費禕、董允之名，希望劉禪多多聽取他們的意見，更升董允為侍中，領虎賁中郎將，統率宿衛親兵。

### 翼贊王室
其間董允曾勸劉禪不應立過多后妃，認為：「古者天子后妃之數不過十二，今嬪嬙已具，不宜增益。」劉禪最終都不聽，但仍憚忌董允的威嚴。當蔣琬為益州刺史時，上书劉禪，希望能賜費禕及董允爵位、領土，但董允始終推辭不受。劉禪漸漸長大，寵愛宦官黃皓，黃皓更想擅權專政，董允每每上諫劉禪，下責黃皓，令黃皓始終無法為所欲為，董允在位時，黃皓之位都不過黃門丞。
243年，加封為為輔國將軍。244年，任侍中守尚書令一職，為大将军費禕的助手。在246年逝世。

## 特徵
董允有威嚴，黃皓也因其威嚴而不敢作亂；而且謙虛、禮賢下士。有一次董允與費禕、胡濟等相約游玩宴飲，一切已經準備好，正好碰上小官董恢前來謁見，見董允準備出行便徘徊著想離開，但董允不准，他認為：「我出行本來是為和同道中人遊玩暢談，現在你親自前來，正是大家互訴衷腸的時候，放棄這次會談去宴遊，實在不合道理啊。」決定不去遊玩，費禕等也不準備了。董允以身作則、並指引著下士的操行。

## 軼事
費禕擔任後軍師辦理公事時，閱讀公文簡單帶過，一眼就懂裡面的意思，亦早上辦公、吃喝玩樂、見客和玩圍棋，都不荒廢公務。董允替代費禕擔任尚書令的時候，想試著去學費禕這樣的生活，反而在十天之後令到很多公務都滯留，因此董允對費禕這樣的行為感嘆佩服。

## 家庭

### 父
- 董和，為掌軍中郎將，與諸葛亮一起處理左將軍大司馬府之事。

### 孙
- 董宏，西晋巴西太守。

## 評價
- 諸葛亮《前出師表》：「侍中、侍郎郭攸之、費禕、董允等，此皆良實，志慮忠純，是以先帝簡拔以遺陛下。」
- 蒋琬：“允内侍历年，翼赞王室。”
- 陳壽《三國志》：「董允匡主，義形於色，皆蜀臣之良矣。」
- 裴松之：“以允名位优重，事迹逾父。”
- 葛芝：“虽大臣如费祎、董允，名将如赵云、关张之属类，多奉仰成规，未闻有捐而不与之意。”

當時蜀人稱諸葛亮、蔣琬、費禕及董允為：「四相」、「四英」。

## 列傳質疑
裴松之為《三國志》作注時覺得奇怪，因為董允是《三國志》父子合傳唯一區別分開的人物。縱觀《三國志》全文，一些名臣有出名的兒子合併為一傳（如陳群之子陳泰，陸遜、陸抗父子等），董允是董和的兒子，卻跟上述人物不同。

## 延伸阅读
[在维基数据编辑]
 《三國志·卷39》，出自陳壽《三國志》
 在维基共享资源阅览影像